# Смит, Майк
Майк Смит (англ. Mike Smith; род. 22 марта 1982, Кингстон, Онтарио) — канадский хоккеист, вратарь, чемпион мира 2015 года.

## Игровая карьера

### Клубная карьера
Майк Смит был выбран на драфте НХЛ 2001 года клубом «Даллас Старз» в пятом раунде. Первую игру за «Даллас» Смит сыграл в сезоне 2006/07, 21 октября 2006 года против «Финикс Койотис». Смит в первой же своей игре в НХЛ одержал первую победу и сделал первый шатаут, отразив все 22 броска по своим воротам. В «Старз» Смит был бэкапом Марти Турко и поэтому за два сезона принял участие только в 44 матчах. В дэдлайн обменов-2008 Майк Смит вместе с нападающими Юсси Йокиненом и Джеффом Халперном был отправлен в «Тампу» в обмен на Брэда Ричардса и вратаря Юхана Холмквиста.
«Тампа Бэй Лайтнинг» искала стартового вратаря, и Смит был взят именно на место основного вратаря команды. Первую игру за «Лайтнинг» Майк Смит провел 27 февраля 2008 года против «Миннесоты Уайлд», в которой пропустил три шайбы, а «молнии» проиграли 2-3. В оставшейся части сезона «Тампа» проиграла 10 из 13 матчей, в которых принимал участие Смит. 14 июля 2008 года Майк Смит подписал с «Тампой» новый двухлетний контракт. В сезоне 2008/09 «Тампа» выступала неудачно и не смогла попасть в плей-офф. 30 января после матча с «Филадельфией Флайерс», который «Тампа» проиграла со счетом 1-6, Майк Смит швырнул бутылку с водой, раскидал мебель в раздевалке и разбил свою клюшку. После этого матча он не попал в заявку на две следующие игры команды, но главный тренер молний Рик Токкет заявил, что это не связано с поведением вратаря. Позже сообщили, что у Смита сотрясение мозга, из-за которого он был вынужден пропустить оставшуюся часть сезона. К следующему сезону Майк полностью восстановился от травмы, но теперь он уже не был основным вратарем команды. Перешедший в команду перед сезоном Антеро Нииттюмяки начинал с первых минут 44 игры против 38 у Смита. Сезон 2010/11 стал для Смита последним в «Тампе». В конце декабря он получил травму колена на тренировке и был вынужден пропустить около трех недель. Вместо него в команду из «Айлендерс» перешёл Дуэйн Ролосон, и в начале февраля, после восстановления от травмы, Смит был выставлен на драфт отказов, после чего поехал играть в АХЛ за фарм-клуб «Тампы» «Норфолк Эдмиралс».
24 февраля 2011 года Смит был выставлен на повторный драфт отказов, но ни одна команда не забрала его, и он вернулся в основную команду на место второго вратаря. В плей-офф Ролосон по-прежнему был основным вратарем, но в финале Восточной конференции против «Бостон Брюинз» Майк Смит дважды по ходу игры его заменял. На пятую игру финала Смит вышел с первых минут. Это был его первый матч плей-офф в качестве стартового вратаря. Он пропустил две шайбы после 19 бросков, и «Бостон» выиграл 3-1.

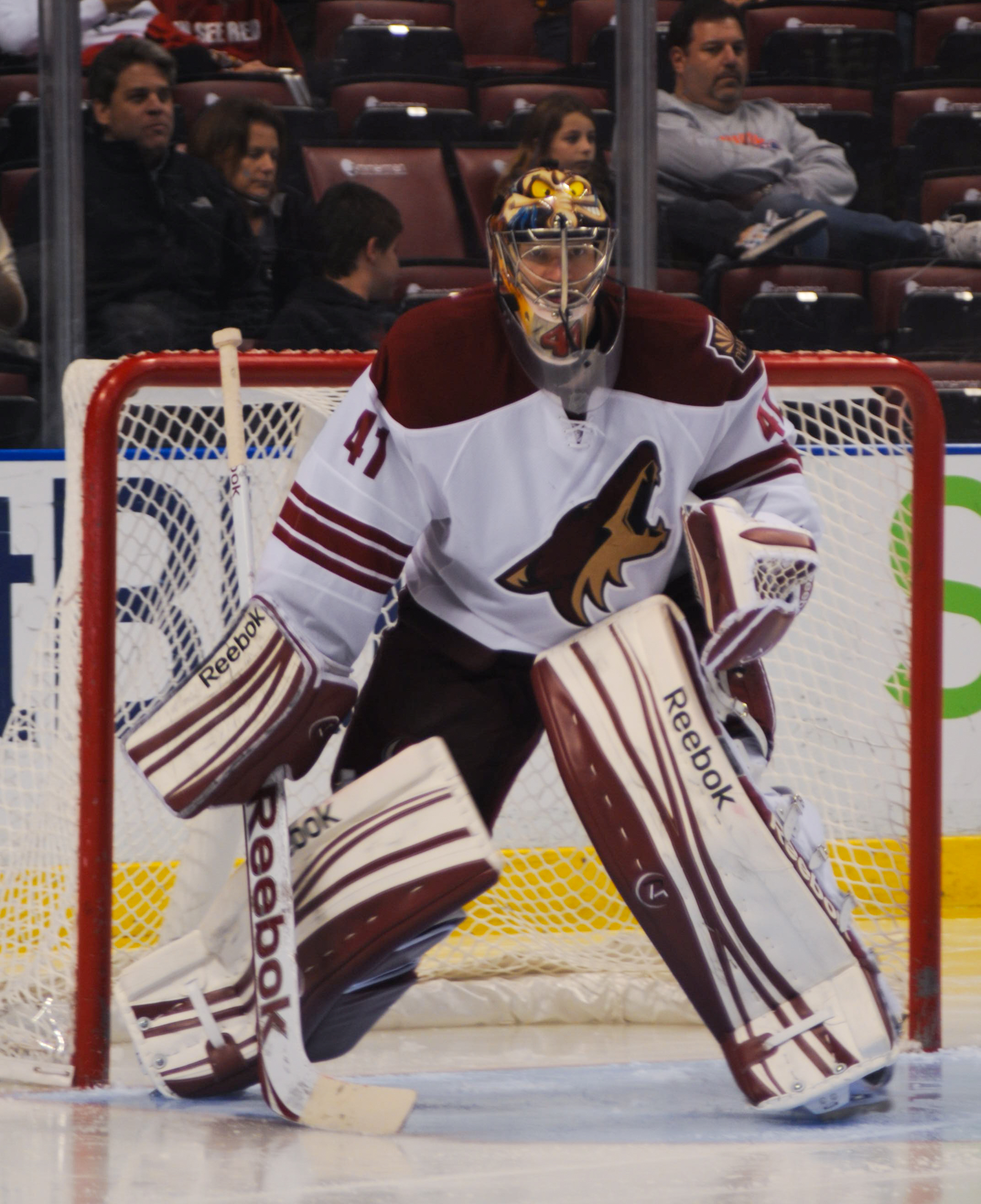
Майк Смит в игре за «Финикс Койотис» в сезоне 2011/12

1 июля 2011 года Майк Смит, будучи свободным агентом, перешёл в «Финикс Койотис» на место ушедшего в «Филадельфию» Ильи Брызгалова. Сезон 2011/12 вышел удачным для Финикса и для Майка Смита в частности. Он отыграл рекордные для себя 67 матчей регулярного сезона, в которых одержал 38 побед, 8 из которых были «сухими». Ещё он поставил новый рекорд лиги по количеству отраженных бросков при шатауте — 54 в матче против «Коламбус Блю Джекетс», что на один больше, чем у предыдущего рекордсмена — Крэйга Андерсона из «Колорадо Эвеланш». В марте 2012 года руководство «Финикса» номинировало Смита на Билл Мастертон Трофи. В плей-офф Финикс с Майком Смитом в воротах неожиданно для многих дошёл до финала Западной конференции, где в пяти матчах уступил будущему обладателю Кубка Стэнли — «Лос-Анджелес Кингз».
Укороченный из-за локаута сезон 2012/13 сложился для «Финикса» не так удачно, как предыдущий. «Койоты» не смогли пробиться в плей-офф.
2 июля 2013 года Смит подписал новый контракт на $ 34 млн с «Финиксом», рассчитанный на шесть лет. Этим подписанием он вошёл в десятку самых высокооплачиваемых вратарей НХЛ. Майк Смит занял 13 место среди вратарей НХЛ по версии ESPN, проводившей опрос среди хоккейных экспертов. Сам же Майк признал лучшим вратарем Хенрика Лундквиста из «Нью-Йорк Рейнджерс». 19 октября 2013 года в матче против «Детройт Ред Уингз» Майк Смит забросил шайбу в ворота соперника броском от своих ворот за 0,1 секунду до конца матча.
После 6 лет, проведенных в «Аризоне», летом 2017 года был обменян в «Калгари Флэймз».

### В сборной
Майк Смит играл за сборную Канады на чемпионате мира 2013 года в Швеции и Финляндии. Он разделил игровое время с Деваном Дубником. Канадцы выбыли на стадии четвертьфинала, уступив будущим чемпионам мира шведам в серии буллитов со счетом 2-3.
Майк Смит выиграл золотую медаль в составе сборной Канады на Олимпиаде в Сочи, так и не сыграв ни одного матча.
На чемпионате мира 2015 в Чехии был основным вратарем Канады, выиграв с командой все матчи и завоевав золотые медали. При этом в плей-офф пропустил лишь 1 шайбу в трёх матчах (в финале против сборной России, закончившемся со счетом 6:1), сделав 2 шатаута в матчах со сборными Белоруссии (9:0) и Чехии (2:0).